# Great Day (Lied)
Great Day ist ein Popsong, den Vincent Youmans (Musik), Billy Rose und Edward Eliscu (Text) verfassten und 1929 veröffentlichten.

## Hintergrund
Das Songwriter-Team Youmans, Rose und Eliscu schrieb Great Day für das gleichnamige Musical, zu dem sie auch die Songs More Than You Know, Happy Because I'm in Love und Without a Song beisteuerten. Vorgestellt wurde der Song im Musical, das seine Uraufführung am 17. Oktober 1929 im New Yorker Cosmopolitan Theatre hatte, von den Russell Wooding's Jubilee Singers. Populär war Great Day als „Hymne auf die Kraft des positiven Denkens“ vor allem in den Depressionsjahren; eine Zeile des Liedtexts lautete: „When you're down and out, lift up your head and shout There's gonna be a great day“.

## Erste Aufnahmen und spätere Coverversionen
Paul Whiteman hatte mit seiner Aufnahme (Columbia 098-D) des Songs in den US-Charts einen Nummer-eins-Hit. Zu den weiteren Musikern, die den Song ab Ende 1929 coverten, gehörten Frankie Trumbauer/Smith Ballew (OKeh), Roger Wolfe Kahn (Brunswick) und Philip Spitalny (Harmony)
Der Diskograf Tom Lord listet im Bereich des Jazz insgesamt 45 (Stand 2016) Coverversionen, u. a. ab 1933 von Vincent Lopez, Bill Challis, Kay Kyser, Glenn Miller, Jo Stafford, Claude Thornhill, Benny Goodman, Oscar Peterson, Ella Fitzgerald/Frank De Vol, Sarah Vaughan, Art Farmer, Houston Person, Dick Hyman, Rigmor Gustafsson und Tierney Sutton. Barbra Streisand interpretierte den Song in dem Filmmusical Funny Lady (1975).